# 182 a.C.

## Eventos
- Lúcio Emílio Paulo Macedônico e Cneu Bébio Tânfilo, cônsules romanos.
- Continua guerra dos romanos na Ligúria, parte da Gália Cisalpina.